# Championnats de France de ski nordique 2012
Navigation
2011 2013
La 99e édition des Championnats de France de ski nordique se déroule à Courchevel en Savoie pour les épreuves de combiné nordique et saut à skis, du 23 mars 2012 au 24 mars 2012.

## Résultats

### Combiné nordique
| Épreuves                              | Or                  | Argent           | Bronze            |
| Individuel Hommes résultats détaillés | Jason Lamy-Chappuis | Geoffrey Lafarge | Sébastien Lacroix |

### Saut à ski
| Épreuves    | Or                                                                        | Argent                                                                                        | Bronze                                                                           |
| Hommes      | Vincent Descombes-Sevoie                                                  | David Lazzaroni                                                                               | Emmanuel Chedal                                                                  |
| Femmes      | Coline Mattel                                                             | Léa Lemare                                                                                    | Julia Clair                                                                      |
| Par équipes | Savoie- Emmanuel Chedal - Nicolas Mayer - Arthur Royer - Nicolas Gonthier | Mont Blanc- Wilfried Cailleau - Alexandre Mabboux - François Braud - Vincent Descombes Sevoie | Jura- Sébastien Lacroix - Samuel Guy - Jason Lamy-Chappuis - Ronan Lamy Chappuis |